# Cour suprême de Pologne
La Cour suprême est la plus haute institution judiciaire de Pologne. Elle est située à Varsovie. Depuis 2014, elle est présidée par Małgorzata Manowska.

## Liste des premiers présidents de la Cour suprême
- Stanisław Pomian-Srzednicki (1er septembre 1917 – 28 février 1922)
- Franciszek Nowodworski (1er mars 1922 – 3 août 1924)
- Władysław Seyd (22 septembre 1924 – 17 janvier 1929)
- Leon Supiński (17 janvier 1929 – 1er septembre 1939)
- Wacław Barcikowski (26 janvier 1945 – 12 novembre 1956)
- Jan Wasilkowski (12 décembre 1956 – 22 mai 1967)
- Zbigniew Resich (23 mai 1967 – 21 janvier 1972)
- Jerzy Bafia (21 janvier 1972 – 1er avril 1976)
- Włodzimierz Berutowicz (1er avril 1976 – 14 mai 1987)
- Adam Łopatka (14 mai 1987 – 30 juin 1990)
- Adam Strzembosz (1er juin 1990 – 17 octobre 1998)
- Lech Gardocki (17 octobre 1998 – 18 octobre 2010)
- Stanisław Dąbrowski (19 octobre 2010 – 9 janvier 2014)
- Lech Krzysztof Paprzycki (9 janvier 2014 – 30 avril 2014)
- Małgorzata Gersdorf (30 avril 2014 – 30 avril 2020)
- Małgorzata Manowska (26 mai 2020 - en cours)